# Percevejos de cama
Percevejos de cama são um tipo de inseto que se alimentam de sangue humano, geralmente à noite. As picadas podem causar vários impactos à saúde, incluindo erupções cutâneas, efeitos psicológicos e alergia. As picadas podem ocasionar alterações na pele que variam de invisíveis a pequenas áreas de vermelhidão e bolhas proeminentes. Os sintomas podem levar de minutos a dias para aparecer e a coceira é frequente. Algumas pessoas podem ter fadiga ou febre. Normalmente, áreas descobertas do corpo são afetadas e geralmente ocorrem três picadas seguidas. As picadas deles não transmitem nenhuma doença infecciosa. Complicações podem incluir raramente necrose ou vasculite.
As picadas de percevejos de cama são causadas principalmente por duas espécies de insetos do tipo Cimex: Cimex lectularius (percevejo comum) e Cimex hemipterus, principalmente nos trópicos. Seu tamanho varia entre 1 e 7 milímetros. Eles se espalham ao rastejar por locais próximos ou adentrar itens pessoais. A infestação raramente ocorre devido à falta de higiene, mas é mais comum em áreas sujas. O diagnóstico consiste em encontrar os percevejos e detectar sintomas compatíveis. Os percevejos de cama passam a maior parte do tempo escondidos em locais, como aberturas de colchões ou rachaduras da parede.
O tratamento é feito conforme os sintomas. Eliminar os percevejos do local costuma ser difícil, em parte porque eles podem sobreviver até um ano sem se alimentar. Várias medidas podem ser necessárias para eliminá-los. Incluindo aquecer o cômodo a  50 ºC por mais de 90 minutos, uso frequente de aspirador, lavar roupas em altas temperaturas e aplicação de vários pesticidas.
Os percevejos de cama estão presentes em todas as regiões do globo. As infestações são relativamente comuns, e houve um aumento desde a década de 1990. As causas exatas desse aumento não são claras; as teorias incluem o aumento de viagens das pessoas, uso mais frequente de móveis usados, maior foco no controle de outras pragas e aumento da resistência a pesticidas. Esses percevejos são parasitas humanos conhecidos há milhares de anos.